# Ізоструктурність
Ізоструктурність (англ. isostructurality, нім. Strukturgleichheit f, Isostrukturellen n, Isostrukturellung f) — геометрична подібність структур мінералів, яка при схожих об’ємах структурних елементів, близькості хімічного зв’язку може призвести до ізоморфізму.